# Nipṭasan

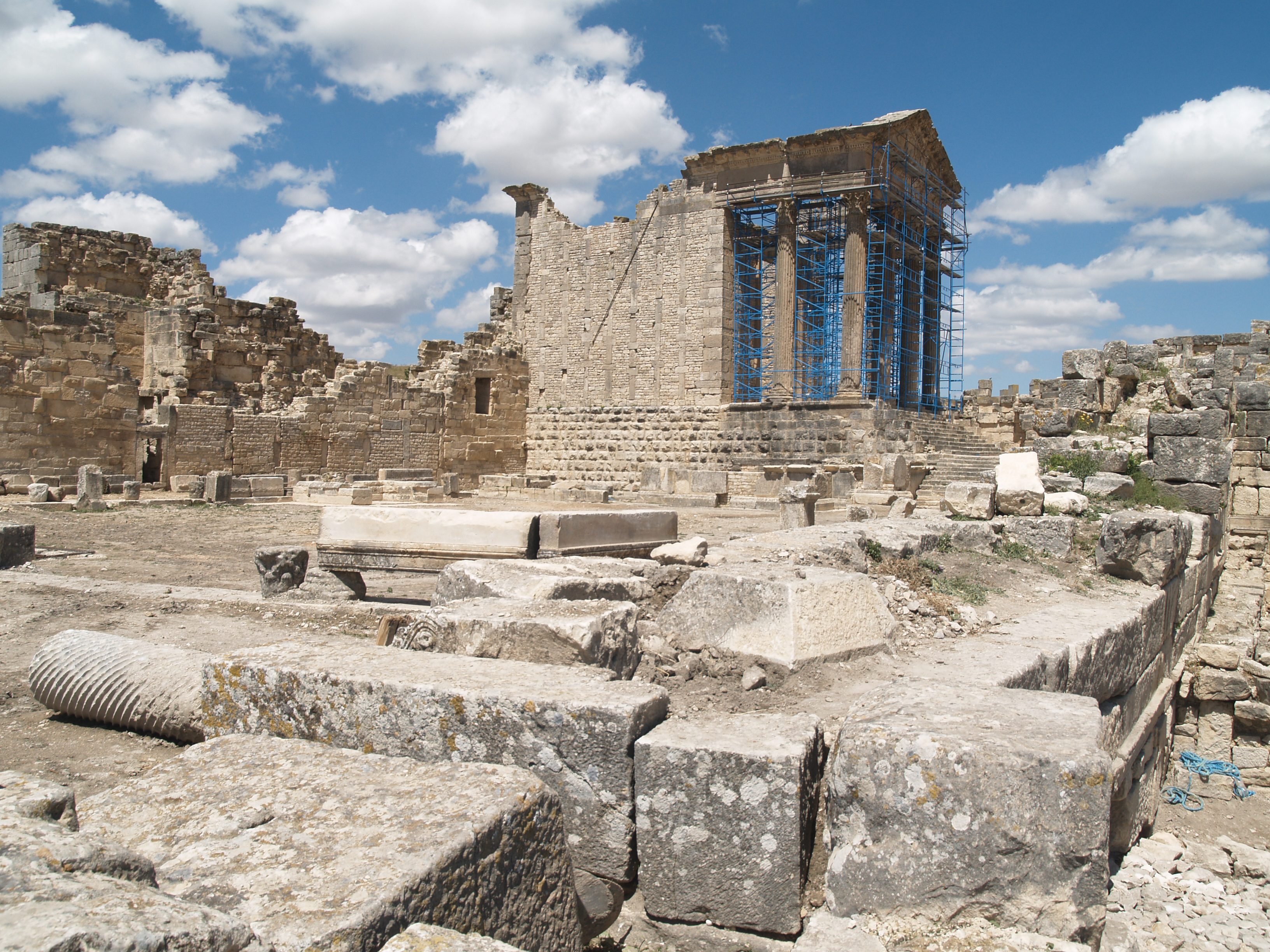
Blick über das Forum auf das Kapitol in Thugga, links davon die Reste des Tempels für König Massinissa

Nipṭasan (punisch NPṬSN), Sohn des Schafot, war ein punischer oder numidischer Architekt, der in der Mitte des 2. Jahrhunderts v. Chr. in der numidischen Stadt Thugga tätig war.
Nipṭasan erbaute gemeinsam mit dem Architekten Ḥanno 139–138 v. Chr. einen von den Bürgern der Stadt gestifteten Tempel für den Kult des verstorbenen Königs Massinissa. Sein Name findet sich auf einem unverzierten Kalksteinquader, auf dem sich eine Bilingue in punischer und numidischer Sprache befindet.
Die Inschrift wurde unmittelbar westlich des Kapitols auf dem Platz der Windrose gefunden, weshalb der Kalksteinquader einem nur in Resten erhaltenen Kalksteinbau auf dem Forum der Stadt zugeordnet wird. Der Zustand des Bauwerks lässt eine Rekonstruktion nicht zu, durch bauliche Merkmale sowie Keramikfunde lässt er sich jedoch sicher in das zweite Jahrhundert v. Chr. datieren.